# Gaston Roelants
Gaston Roelants   (Opvelp, 5 de febrer de 1937) és un atleta belga, ja retirat, especialista en curses d'obstacles i fons, que va competir durant les dècades de 1960 i 1970. S'inicià en els 3.000 metres obstacles, però a partir de 1966 es dedicà a llargues distàncies.
El 1960 va prendre part en els Jocs Olímpics d'Estiu de Roma, on fou quart en la cursa dels 3.000 metres obstacles del programa d'atletisme. Quatre anys més tard, als Jocs de Tòquio, guanyà la medalla d'or en la mateixa prova. El 1968, als Jocs de Ciutat de Mèxic, disputà dues proves del programa d'atletisme. En els 3.000 metres obstacles fou setè, mentre en la marató fou onzè. El 1972, a Múnic, disputà, sense sort, la marató. Entre 1964 i 1976 fou l'abanderat belga en les cerimònies inaugurals dels Jocs.
En el seu palmarès també destaquen quatre medalles al Campionat d'Europa d'atletisme: d'or el 1962 i de bronze el 1966 en els 3.000 metres obstacles i de plata el 1969 i bronze el 1974 en la marató. També va guanyar el Cros de les Nacions el 1962, 1967, 1969 i 1972. Va ser campió de Bèlgica dels 1.500 metres el 1963, dels 5.000 metres el 1969, dels 10.000 metres el 1965, 1966, 1969 i 1972, dels 3.000 metres d'obstacles de 1960 a 1967 i en la de cros de 1961 a 1964, de 1966 a 1970 i el 1972.
El 7 de juny de 1963 va establir un nou rècord mundial dels 3.000 metres obstacles amb un temps de 8' 29.3", millorant el rècord de Zdzisław Krzyszkowiak. Aquest rècord el va millorar el 6 de setembre de 1965 establint un temps de 8'26.4". El 1966 va establir els rècords mundials dels 20.000 metres (58'06.2") i l'hora (20.664 metres). El 1972 va millorar els seus propis rècords mundials dels 20.000 metres (57'44.4") i l'hora (20.878 metres).

## Millors marques
- 5.000 metres. 13'34.6" (1969)
- 10.000 metres. 28'03.8" (1972)
- 3.000 metres obstacles. 8'26.4" (1965)[1][7]